# Psamate (Nereide)
Psamate (in greco antico: Ψαμάθη?, Psamàthē, composto di ψάμαθος psàmathos, «sabbia, spiaggia»), nota anche come Psamatea, è un personaggio della mitologia greca, una delle nereidi e specificatamente la dea della sabbia.
Non va confusa con un'altra Psamate, che era invece figlia di Crotopo.

## Genealogia
Figlia di Nereo e di Doride, generò con il primo sposo Eaco, re di Egina, il figlio Foco.

Sposò in seguito Proteo a cui diede il maschio, Teoclimeno e la femmina Eido.

## Mitologia
Quando Eaco decise di sedurla, Psamate si mutò in foca e cercò inutilmente di sfuggirgli. L'uomo la raggiunse e dal loro amplesso nacque Foco, che divenne il prediletto del re. In seguito, Foco fu ucciso dai suoi fratelli maggiori Telamone e Peleo, figli di primo letto di Eaco con Endeide. Il fratricidio fu però scoperto, e i due fuggirono da Egina.
Stando ad Antonino Liberale, Psamate volle vendicarsi e scatenò un lupo mostruoso contro Peleo, che frattanto aveva sposato un'altra nereide, Teti. L'animale incontrò fortuitamente sulla propria strada le mandrie di mucche che Teti aveva portato in dote al marito, e se ne saziò. Quando sopraggiunsero i due sposi, il lupo, satollo, tentò goffamente di lanciarsi contro Peleo. Teti allora trasformò l'animale in una pietra, che si troverebbe ancora in quel luogo, fra la Locride e la Focide.
Ovidio racconta invece che Peleo, quando si trovò di fronte il lupo, pregò Psamate per ottenerne il perdono, ma inutilmente. Fu allora Teti a intercedere per il suo sposo, placando l'ira della sorella. Il lupo tuttavia non si fermava e, dopo aver straziato la gola dell'ultima giovenca, sarebbe saltato addosso a Peleo, se non fosse stata la stessa Psamate a trasformarlo in una statua di marmo..